# Galatasaray Spor Kulübü Basketbol 2018-2019
Questa voce raccoglie le informazioni riguardanti il Galatasaray Spor Kulübü Basketbol nelle competizioni ufficiali della stagione 2018-2019.

## Stagione
La stagione 2018-2019 del Galatasaray Spor Kulübü Basketbol è la 53ª nel massimo campionato turco di pallacanestro, la Basketbol Süper Ligi.
All'inizio della nuova stagione la Federazione decise di modificare il regolamento riguardo al numero di giocatori stranieri consentiti per ogni squadra che così venne ridotto a cinque.

## Roster
Aggiornato all'8 novembre 2024.
| Galatasaray Doğa Sigorta 2018-19 | Galatasaray Doğa Sigorta 2018-19 |
| Giocatori                        | Staff tecnico                    |
| -------------------------------- | -------------------------------- |

| N. | Naz.                   | Ruolo | Nome                | Anno | Alt.   | Peso   |  |
| -- | ---------------------- | ----- | ------------------- | ---- | ------ | ------ |  |
| 0  | Australia (bandiera)   | P     | Tai Webster         | 1995 | 193 cm | 89 kg  |  |
| 2  | Stati Uniti (bandiera) | G     | Aaron Harrison      | 1994 | 198 cm | 95 kg  |  |
| 3  | Croazia (bandiera)     | AG    | Marko Arapović      | 1996 | 207 cm | 105 kg |  |
| 4  | Turchia (bandiera)     | P     | Emir Gökalp         | 1995 | 185 cm | 78 kg  |  |
| 7  | Stati Uniti (bandiera) | AG    | Nigel Hayes         | 1994 | 203 cm | 103 kg |  |
| 8  | Turchia (bandiera)     | P     | Can Korkmaz         | 1992 | 188 cm | 83 kg  |  |
| 11 | Turchia (bandiera)     | C     | Ege Arar            | 1996 | 208 cm | 102 kg |  |
| 12 | Turchia (bandiera)     | GA    | Caner Erdeniz       | 1987 | 198 cm | 98 kg  |  |
| 15 | Turchia (bandiera)     | G     | Erolcan Çinko       | 1990 | 188 cm | 81 kg  |  |
| 22 | Turchia (bandiera)     | AC    | Ayberk Olmaz        | 1996 | 210 cm | 93 kg  |  |
| 24 | Slovenia (bandiera)    | G     | Jaka Klobučar       | 1987 | 198 cm | 91 kg  |  |
| 30 | Stati Uniti (bandiera) | C     | Zach Auguste        | 1993 | 208 cm | 110 kg |  |
| 61 | Turchia (bandiera)     | GA    | Göksenin Köksal (C) | 1991 | 197 cm | 93 kg  |  |

| Allenatore                                                                                     |
| - Ertuğrul Erdoğan                                                                             |
| Assistente/i                                                                                   |
| - Tutku Açık - Tolga Başer - Ömer Uğurata Legenda - (C) Capitano - (IN) Inattivo - Infortunato |

## Mercato

### Sessione estiva
| Acquisti | Acquisti       | Acquisti          | Acquisti   | Acquisti |
| R.a      | Nome           | da                | Modalità   |          |
| -------- | -------------- | ----------------- | ---------- | -------- |
| P        | Emir Gökalp    | Antalyaspor       | definitivo |          |
| P        | Can Korkmaz    | Sakarya           | definitivo |          |
| P        | Tai Webster    | Skyl. Francoforte | definitivo |          |
| G        | Erolcan Çinko  | Gaziantep BŞB     | definitivo |          |
| G        | Aaron Harrison | Dallas Mavericks  | definitivo |          |
| G        | Jaka Klobučar  | İstanbul B.B.     | definitivo |          |
| GA       | Caner Erdeniz  | Eskişehir         | definitivo |          |
| AG       | Marko Arapović | Cedevita          | definitivo |          |
| AG       | Nigel Hayes    | Sacramento Kings  | definitivo |          |
| AC       | Ayberk Olmaz   | İstanbul B.B.     | definitivo |          |
| C        | Zach Auguste   | Panathīnaïkos     | definitivo |          |

| Cessioni | Cessioni         | Cessioni          | Cessioni       | Cessioni |
| R.       | Nome             | a                 | Modalità       |          |
| -------- | ---------------- | ----------------- | -------------- | -------- |
| P        | Jordan Taylor    | Limoges CSP       | fine contratto |          |
| PG       | Mehmet Yağmur    | İstanbul B.B.     | fine contratto |          |
| G        | Dwight Hardy     | Limoges CSP       | fine contratto |          |
| G        | Adas Juškevičius | Nanterre 92       | fine contratto |          |
| AP       | Caner Topaloğlu  | Free agent        | fine contratto |          |
| A        | Emir Preldžič    | Bahçeşehir Koleji | fine contratto |          |
| A        | DaJuan Summers   | Seoul Knights     | fine contratto |          |
| C        | Richard Hendrix  | Le Mans           | fine contratto |          |